# قصف سويسرا خلال الحرب العالمية الثانية
قصف سويسرا خلال الحرب العالمية الثانية كان في البداية تفجيرات متفرقة، بعدها أصبح أكثر تواترا خلال المرحلة الأخيرة من الحرب.
كانت سويسرا دولة محايدة خلال الحرب العالمية الثانية، لكنها لا تزال جيبًا محاطًا بالكامل بدول المحورأو يشغلها المحور. في عدة مناسبات، ضرب قصف جوي من قبل الحلفاء أهدافًا في سويسرا، مما تسبب في مقتل وإلحاق أضرار بالممتلكات. أدت هذه الأحداث إلى التبادلات الدبلوماسية. في حين أوضحت قوات الحلفاء أسباب الانتهاكات مثل أخطاء الملاحة الجوية وظروف الطقس والأخطاء التجريبية، كان هناك قلق في سويسرا من أن بعض انتهاكات الحياد تهدف إلى ممارسة الضغط على البلاد من أجل إنهاء تعاونها الاقتصادي مع ألمانيا النازية. بالإضافة إلى القصف، فإن الهجمات الجوية التي شنتها الطائرات المقاتلة الفردية قصفت الأهداف السويسرية في نهاية الحرب. في المقابل، هاجم الجيش السويسري طائرات الحلفاء التي تحلق فوق سويسرا بالمقاتلين والمدافع المضادة للطائرات.

## استخدام الحلفاء للمجال الجوي السويسري
خلال الحرب العالمية الثانية، انتهك الطرفان المجال الجوي السويسري. خلال معركة فرنسا، أسقطت القوات الجوية السويسرية إحدى عشرة طائرة ألمانية تنتهك المجال الجوي السويسري لخسارة ثلاث طائرات في المقابل. نتج عن ذلك تهديد ألماني بالعقوبات والأعمال الانتقامية، وقررت الحكومة السويسرية أن تأمر بإنهاء اعتراض الطائرات الأجنبية في المجال الجوي السويسري.

## تفجيرات الحلفاء
قصفت الطائرات الأمريكية والبريطانية سويسرا عدة مرات عن طريق الخطأ خلال الحرب العالمية الثانية، مما أسفر عن مقتل 84 شخصًا، اشتبه بعض المؤرخين في أن الحلفاء أرادوا إرسال رسالة إلى سويسرا لتعاونها مع ألمانيا النازية.